# 1. Klasse Oberschlesien 1943/44
Die 1. Klasse Oberschlesien 1943/44 diente dem Unterbau der Gauliga Oberschlesien 1943/44. In dem Ligasystem des Sportgaues Oberschlesien war sie die zweite Ebene. Erneut gab es acht regionale Abteilungen, deren Sieger in zwei Gruppen die beiden Aufsteiger zur Gauliga Oberschlesien ausspielten. Die Tabellenstände aus den einzelnen Gruppen sind nicht vollständig überliefert.

## Übersicht
| Abteilung   | Gruppensieger             | Region                               | Anzahl Mannschaften |
| ----------- | ------------------------- | ------------------------------------ | ------------------- |
| Abteilung 1 | Sportfreunde Klausberg    | Gleiwitz, Hindenburg                 | 11                  |
| Abteilung 2 | TuS Gieschewald           | Kattowitz, Myslowitz                 | 10                  |
| Abteilung 3 | Tus Karwin                | Teschen, Bielitz, Auschwitz, Ratibor | 10                  |
| Abteilung 4 | WKG Römergrube Rybnik     | Rybnik                               | 10                  |
| Abteilung 5 | SV Boerschächte Kostuchna | Kattowitz, Königshütte               | 10                  |
| Abteilung 6 | Reichsbahn SG Morgenroth  | Ruda O.S., Myslowitz                 | 9                   |
| Abteilung 7 | TuS Scharley              | Beuthen                              | 10                  |
| Abteilung 8 | Reichsbahn SG Neisse      | Oppeln, Neisse                       | 9                   |

## Aufstiegsrunde
Für die Aufstiegsrunde waren die acht Sieger der regionalen Abteilungen qualifiziert. Die Aufstiegsrunde an sich war ebenfalls unterteilt. Die beiden Gruppensieger stiegen in die Gauliga Oberschlesien auf. 

### Gruppe 1

#### Abschlusstabelle
| Pl. | Verein                                        | Sp. | S | U | N | Tore    | Quote | Punkte |
| --- | --------------------------------------------- | --- | - | - | - | ------- | ----- | ------ |
| 1.  | WKG Römergrube Rybnik (Sieger Abteilung 4)    | 4   | 3 | 0 | 1 | 004:400 | 1,00  | 06:20  |
| 2.  | TuS Gieschewald (Sieger Abteilung 2)          | 4   | 2 | 1 | 1 | 006:600 | 1,00  | 05:30  |
| 3.  | TuS Karwin (Zweiter Abteilung 3)              | 4   | 0 | 1 | 3 | 002:200 | 1,00  | 01:70  |
| 4.  | Sportfreunde Klausberg A (Sieger Abteilung 1) | 0   | 0 | 0 | 0 | 000:000 | 1,00  | 0:0    |

#### Kreuztabelle
| 1943/44                | Ryb  | Gie | Kar  | Kla |
| ---------------------- | ---- | --- | ---- | --- |
| WKG Römergrube Rybnik  |      | 0:1 | +0:0 | -:- |
| TuS Gieschewald        | 3:4  |     | +0:0 | -:- |
| TuS Karwin             | 0:0+ | 2:2 |      | -:- |
| Sportfreunde Klausberg | -:-  | -:- | -:-  |     |

### Gruppe 2

#### Abschlusstabelle
| Pl. | Verein                                          | Sp. | S | U | N | Tore    | Quote | Punkte |
| --- | ----------------------------------------------- | --- | - | - | - | ------- | ----- | ------ |
| 1.  | TuS Scharley (Sieger Abteilung 7)               | 4   | 3 | 1 | 0 | 009:300 | 3,00  | 07:10  |
| 2.  | SV Boerschächte Kostuchna (Sieger Abteilung 5)  | 2   | 0 | 1 | 1 | 001:200 | 0,50  | 01:30  |
| 3.  | Reichsbahn SG Neisse (Zweiter Abteilung 8)      | 2   | 0 | 0 | 2 | 002:700 | 0,29  | 0:40   |
| 4.  | Reichsbahn SG Morgenroth A (Sieger Abteilung 6) | 0   | 0 | 0 | 0 | 000:000 | 1,00  | 0:0    |

#### Kreuztabelle
| 1943/44                   | Sch | Kos | Nei | Mor |
| ------------------------- | --- | --- | --- | --- |
| TuS Scharley              |     | 0:0 | 2:0 | -:- |
| SV Boerschächte Kostuchna | 1:2 |     | -:- | -:- |
| Reichsbahn SG Neisse      | 2:5 | -:- |     | -:- |
| Reichsbahn SG Morgenroth  | -:- | -:- | -:- |     |